# Castelul Bethlen din Bahnea
Castelul Bethlen din Bahnea (în maghiară Bethlen-kastély) este un monument istoric aflat pe teritoriul satului Bahnea, comuna Bahnea.

## Istoric

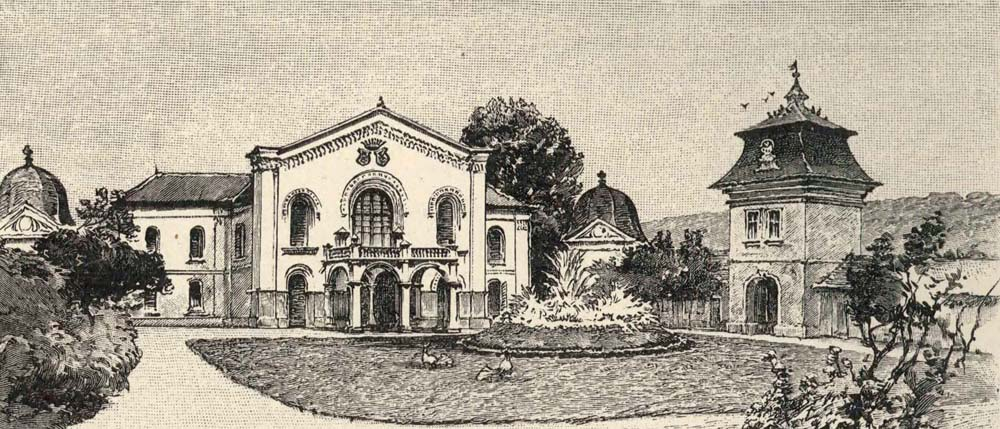
Castelul în 1901

Familia Bethlen s-a stabilit în anul 1441 în localitatea Bahnea. Castelul a fost construit un secol mai târziu, în 1545, când nobilul Farkas Bethlen a pus piatra de temelie. Construit în stil renascentist, acestuia îi sunt adăugate de-a lungul timpului atât aripa estică și cea vestică, cât și bastionul cu plan octogonal, asfel încât astăzi edificiul se prezintă ca o combinație fascinantă de stiluri arhitectonice: renascentist, gotic, romantic și baroc.

În castel s-a născut în anul 1700 contesa Kata Bethlen, prima scriitoare maghiară din epoca barocă. 
După cel de-al doilea război mondial, întreg domeniul a fost confiscat și trecut în proprietatea statului. Aici au funcționat ani la rând primăria, căminul cultural, biblioteca și depozitul CAP-ului. În 2005, proprietatea a fost retrocedată moștenitorilor familiei Bethlen, care în anul 2007 au donat-o Eparhiei Reformate din Ardeal. În 2023 edificiul se afla în curs de renovare și împreună cu o nouă clădire de hotel aștepta introducerea sa în circuitul turistic.

## Imagini

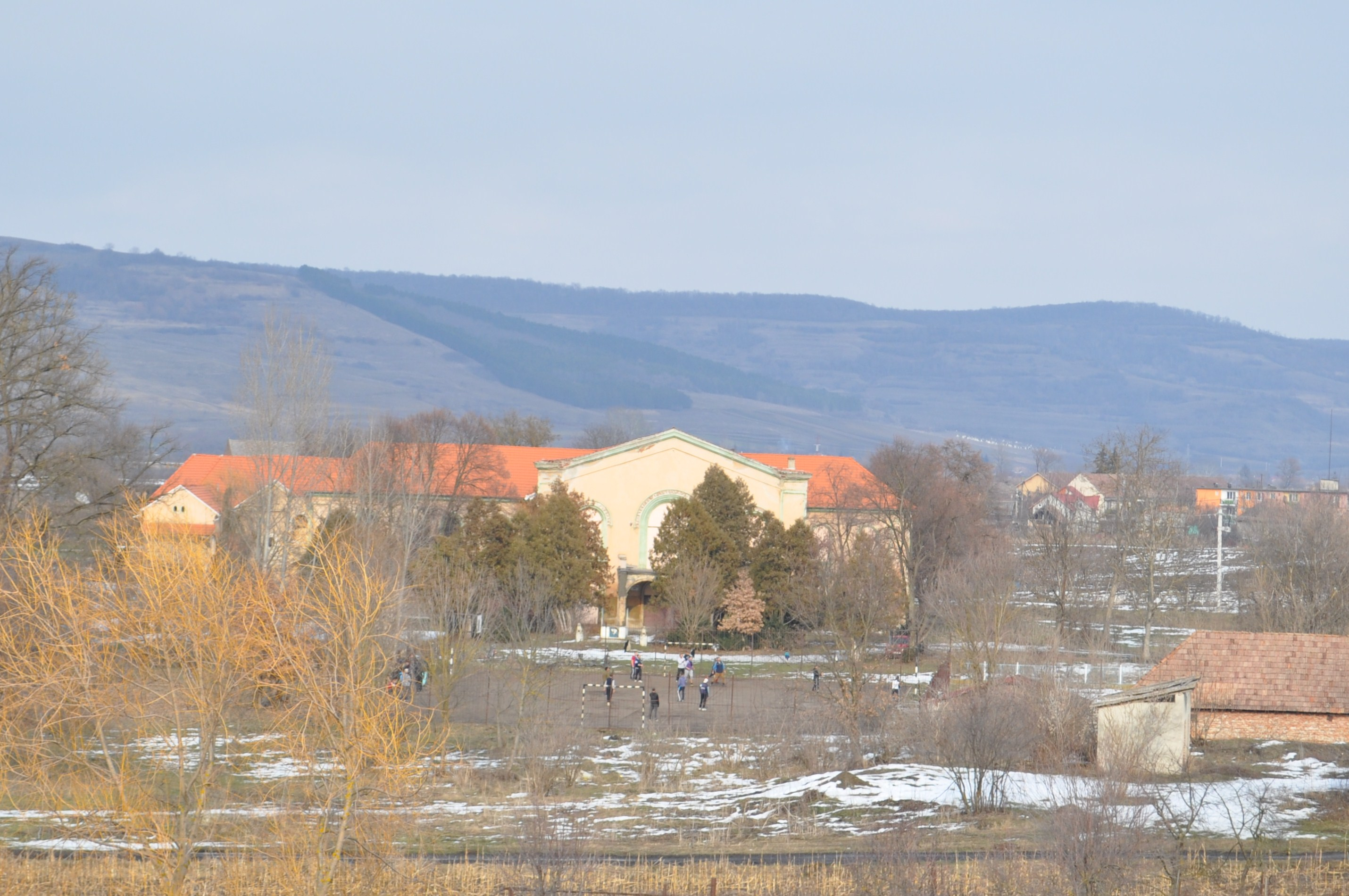
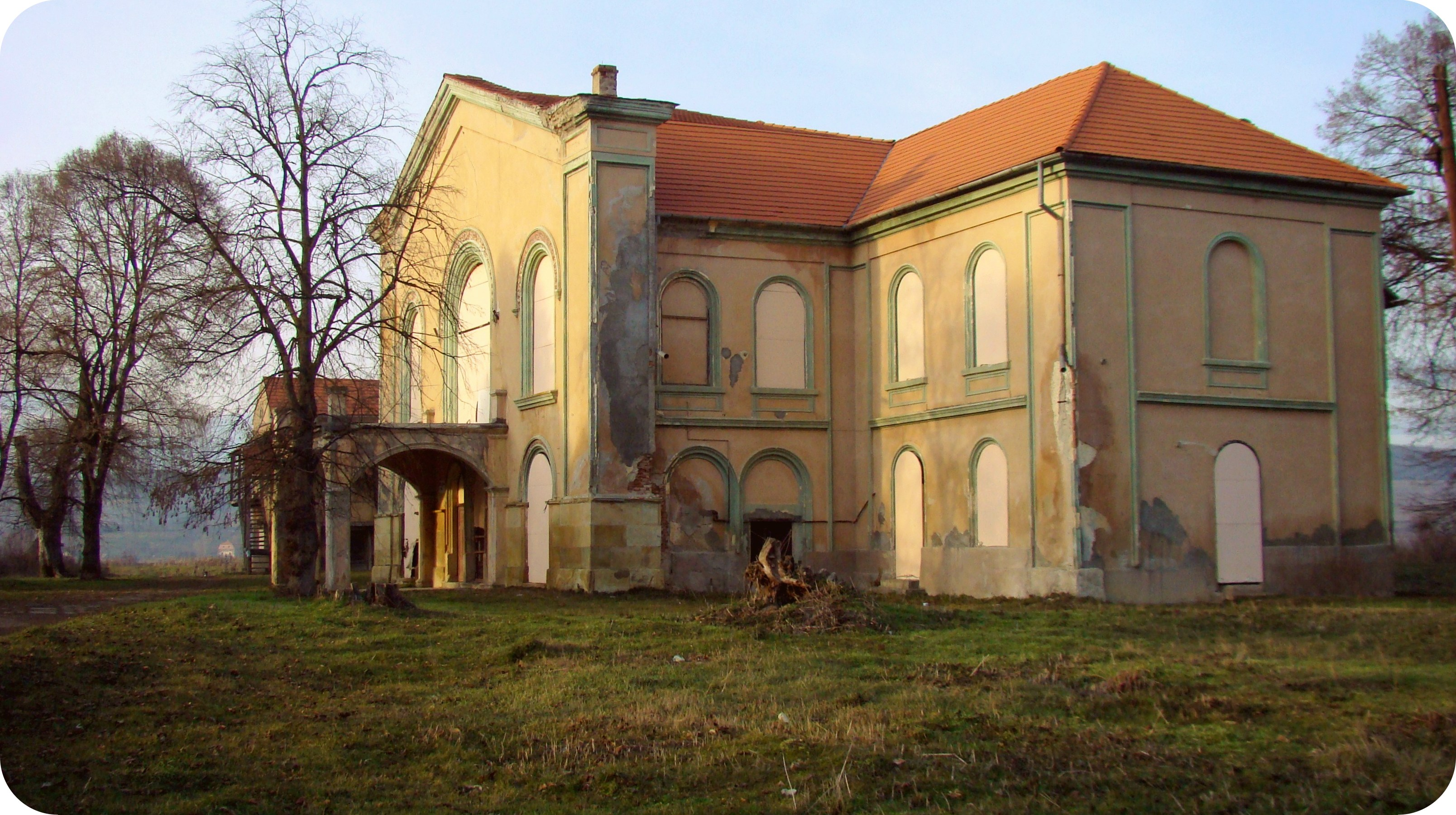
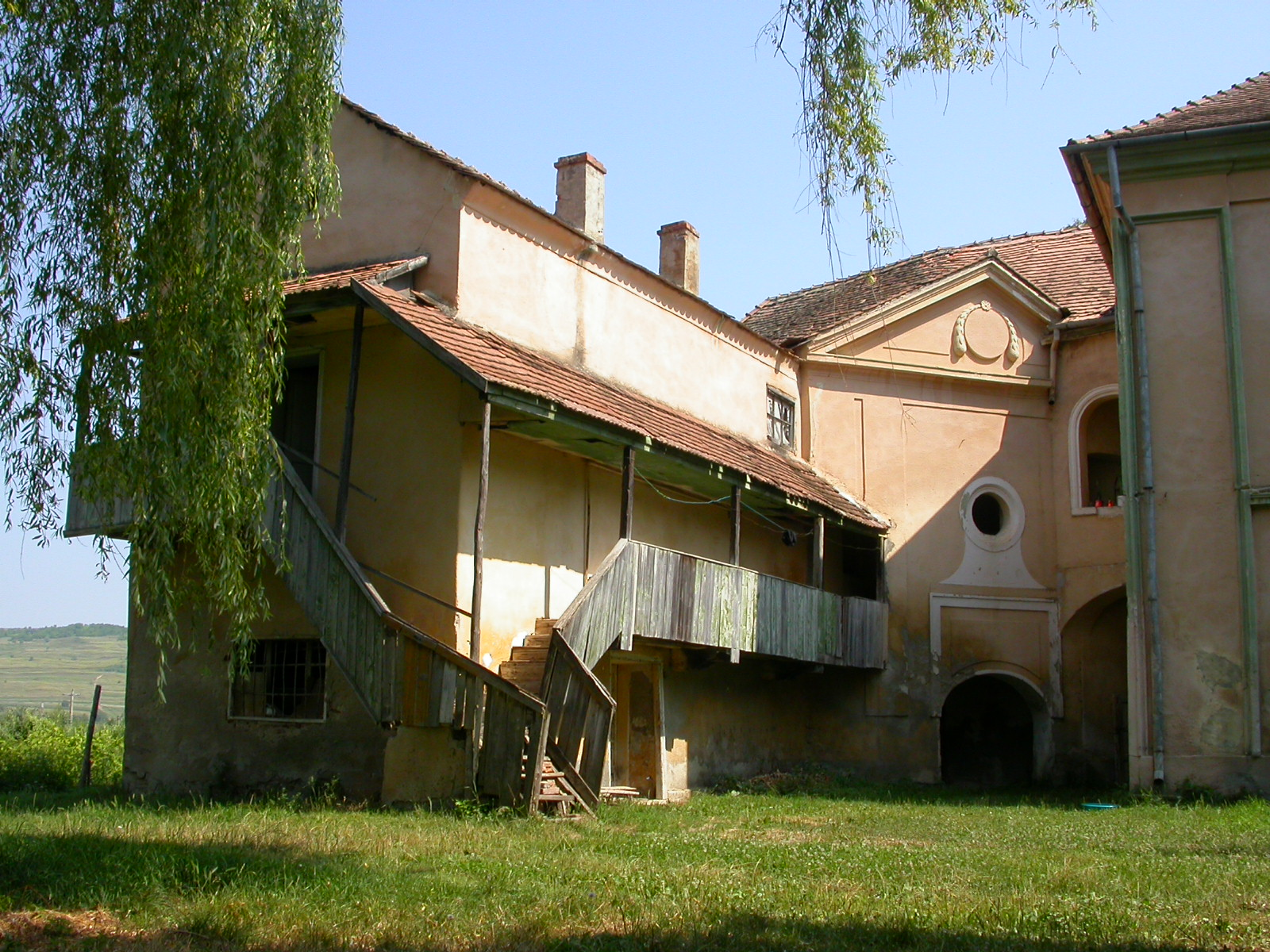
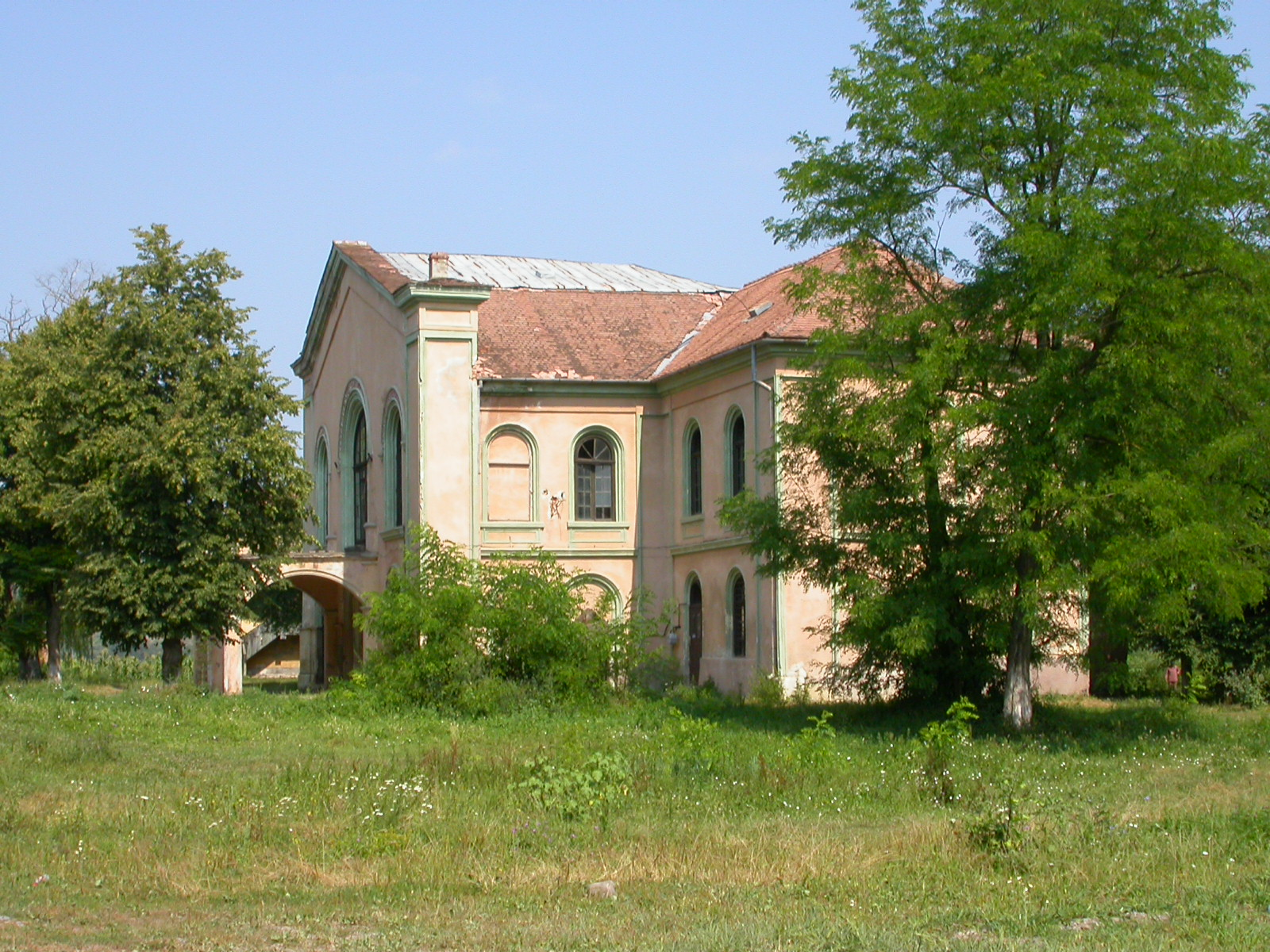
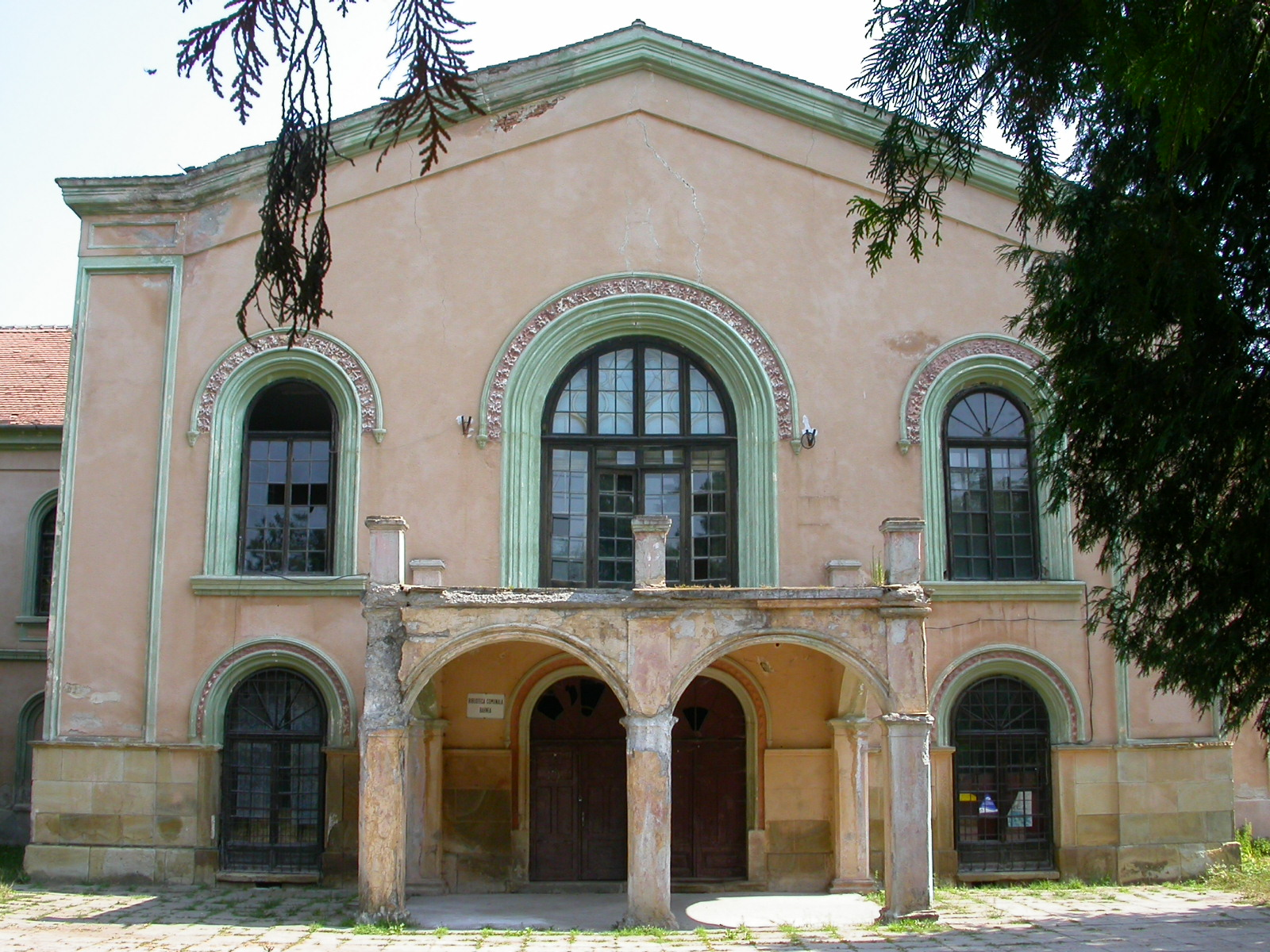
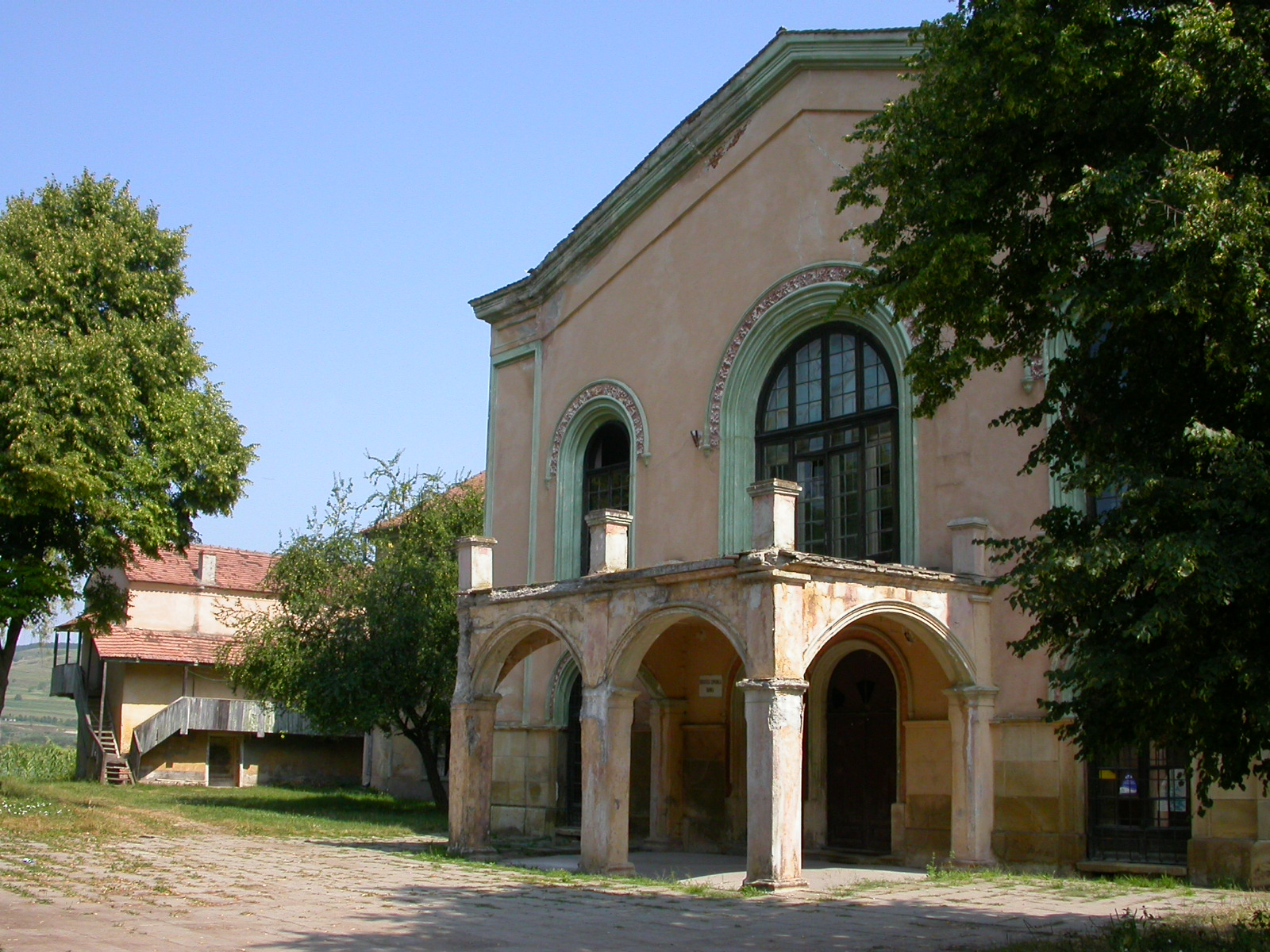
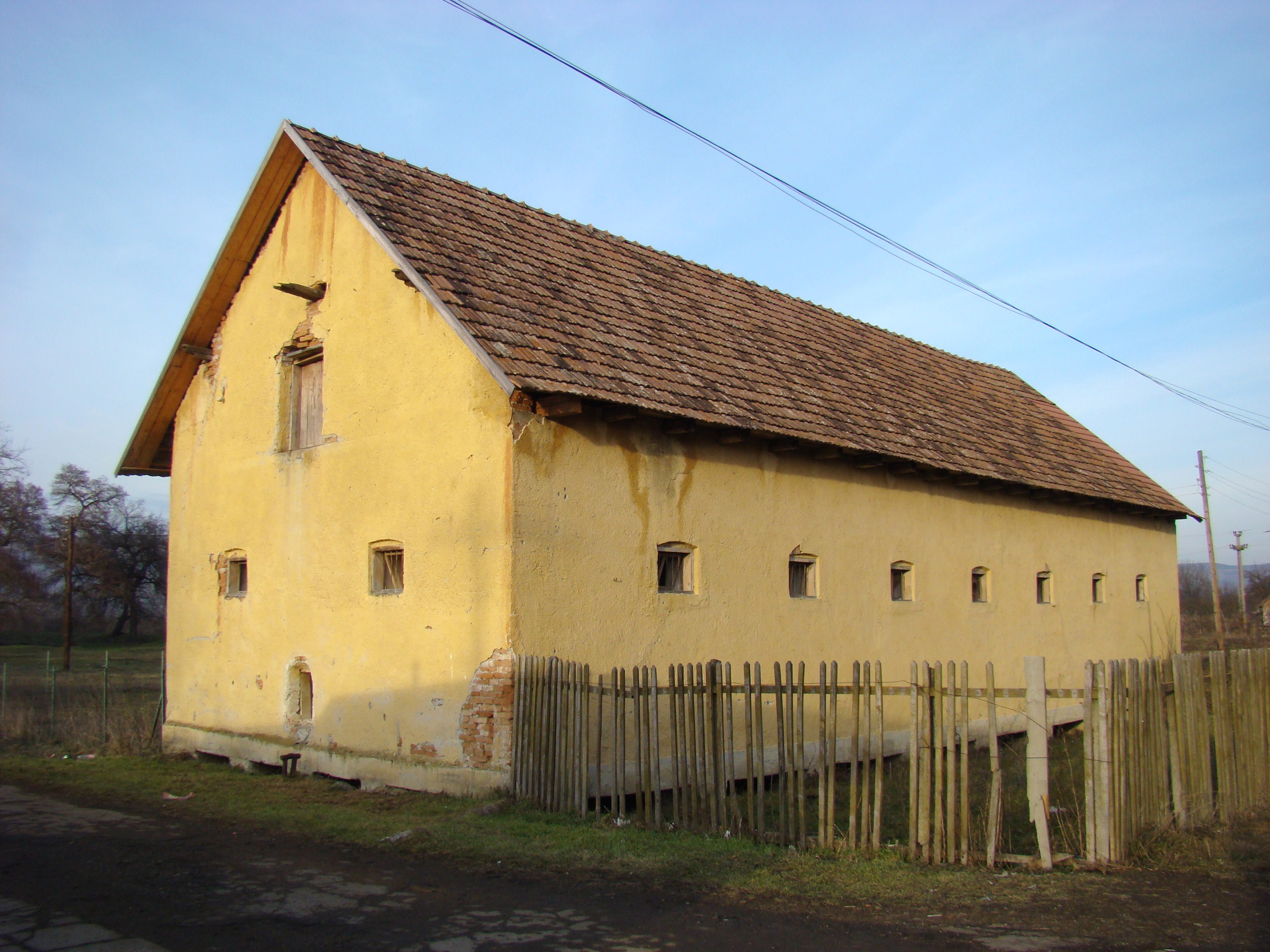
Clădire anexă
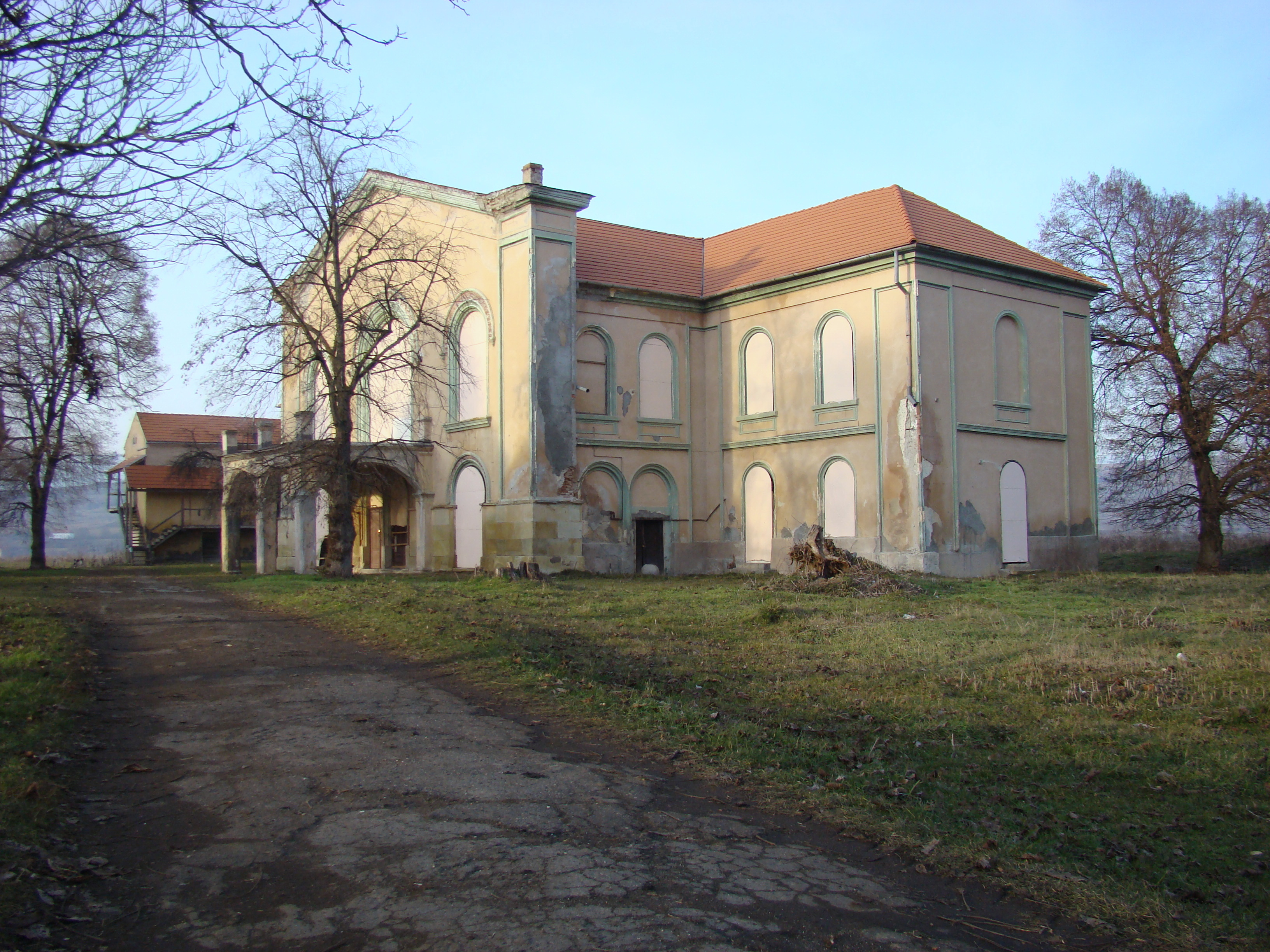